# Macronemurus reticulatus
Macronemurus reticulatus is een insect uit de familie van de mierenleeuwen (Myrmeleontidae), die tot de orde netvleugeligen (Neuroptera) behoort. 
Macronemurus reticulatus is voor het eerst wetenschappelijk beschreven door Navás in 1936.